# Wendy and Lucy
Wendy and Lucy és una pel·lícula estatunidenca estrenada el 2008, dirigida per Kelly Reichardt i protagonitzada per Michelle Williams i el seu gos pagès.

## Sinopsi
Juntament amb la seva gossa pagès Lucy, la Wendy viatja amb el seu vell Honda Accord dels 80 cap a Alaska per tal de trobar feina. La situació de la Wendy empitjora quan el seu automòbil s'avaria tot creuant Oregon i ha de portar-lo a un taller. Els seus recursos econòmics són limitats, per la qual cosa decideix robar menjar per a la seva gossa en un supermercat, però la descobreixen i la porten a comissaria. En sortir, descobreix que la Lucy ha desaparegut. La Wendy haurà de recuperar la seva gossa i pagar la factura del taller.

## Repartiment
- Michelle Williams com a Wendy
- Will Patton com a mecànic
- Wally Dalton com a oficial de Seguretat
- John Robinson com a Andy
- Will Oldham com a Icky
- Larry Fessenden com a home al parc
- Deirdre O'Connell (veu) com a Deb
- Lucy com ella mateixa

## Realització
La pel·lícula va ser filmada de l'u al vint d'agost de 2007 a Oregon (Estats Units), a les localitats de Portland i Wilsonville,, i va ser estrenada el 22 de maig de 2008 al Festival Internacional de Cinema de Canes.